# Copwatch
Copwatch är ett amerikanskt autonomt nätverk bildat 1990 i Berkeley i Kalifornien. Syftet är att observera och med ljud och bild dokumentera polisverksamhet med tecken på brutalitet och felaktigt beteende.
Huvudfunktionen för Copwatch-grupper är att övervaka polisens aktivitet. "Copwatchers" går ut till fots eller kör patruller i sina städer och samhällen och registrerar interaktioner mellan polis, misstänkta och civila. Copwatchers menar att övervakning av polisens verksamhet är avskräckande och att polisen är mindre benägen att begå tjänstefel när detta dokumenteras.
Vissa grupper patrullerar också vid protester och demonstrationer för att säkerställa att polisen inte kränker demonstranternas rättigheter. I Phoenix i Arizona har Copwatchers ökat bruket av "omvänd övervakning" av polisen i ett försök att dokumentera rasprofilering. De menar att Arizona Senate Bill 1070, en kontroversiell lag som tillåter polisen att förhöra personer som de tror är illegala invandrare, kommer att öka polisens rasprofileringen.
Copwatch-grupper håller också "Know Your Rights"-forum för att utbilda allmänheten om deras juridiska och mänskliga rättigheter när de interagerar med polisen, och vissa grupper anordnar evenemang för att belysa problem med polisövergrepp i deras samhällen. Copwatch söker svar på, eller kritisk utvärdering av, poliskontroller för att stödja de som drabbas, särskilt av ras- eller klassprofilering.
Utbildningsarbete om polisens befogenheter såväl som medborgerliga rättigheter är ett fokus för Copwatch för att stödja fler människor i deras möte med polisen.
Liknande nätverk finns även i Kanada och Europa.